# قائمة إصدارات الطوابع في أوكرانيا لسنة 1996
هذه قائمة الطوابع البريدية التي أصدرها البريد الأوكراني للتداول في عام 1996.
وفقًا لدستور أوكرانيا، وبموجب مرسوم الرئيس ليونيد كوتشما، ونتيجة للإصلاح النقدي [الإنجليزية]، في 2 سبتمبر 1996، طرحت رسميًا للتداول العملة الوطنية الجديدة لأوكرانيا المستقلة الهريفنا وجزء المائة منها هي الكوبيكا. فيما يتعلق بالإصلاح النقدي في عام 1996 [الإنجليزية]، قدم مكتب البريد الأوكراني طوابع بريدية تحمل قيمة كاربوفانيتس والهريفنا.
في الفترة من 13 يناير إلى 31 ديسمبر 1996، أصدر 37 طابعًا بريديًا تذكاريًا. غطت موضوعات الطوابع التذكارية ذكرى التواريخ الهامة والأحداث وذكرى الشخصيات الثقافية البارزة وسلسلة الكتاب الأحمر لأوكرانيا والألعاب الأولمبية وغيرها من الموضوعات. طرحت طوابع بريدية للتداول من فئات:
- 4000 كاربوفانيتس
- 20000 كاربوفانيتس
- 30000 كاربوفانيتس
- 40000 كاربوفانيتس
- 50000 كاربوفانيتس
- 100000 كاربوفانيتس

وكذلك:
- 0.20 هريفنا
- 0.40 هريفنا

طبعت الطوابع ذات الأرقام 99-103 و105 و107 في دار الطباعة ديرزناك في موسكو (روسيا)، بينما طبع الطابع ذو الرقم 111 في دار سك العملة والأوراق النقدية التابع للبنك الوطني الأوكراني، وقد طبعت الطوابع الأخرى في مؤسسة "دار الطباعة الأوكراني" المملوكة للدولة.
فرزت الطوابع حسب تاريخ التداول.

## قائمة الطوابع التذكارية
| التسلسل في الكتالوج             | الصورة | الوصف والمصادر | القيمة                         | تاريخ طرحها للتداول | كيمة الإصدار | المصمم                         |
| ------------------------------- | ------ | --- | ------------------------------ | ------------------- | ------------ | ------------------------------ |
| رقم 99 رقم 100                  |        | مجموعة ورقة طوابع بمناسبة «الألعاب الأولمبية الشتوية السابعة عشر مدينة ليلهامر النرويجية. (1994 م.). المشاركة الأولى للرياضيين الأوكرانيين» - تزلج فني على الجليد - بياثلون (رياضتان حصلتا على ميداليات ذهبية وبرونزية على التوالي)                             | 50000 40000 كاربوفانيتس.       | 13 يناير 1996 م     | 300000       | فاسيل إيفانوفيتش دفورنيك       |
| رقم 101 رقم 102 رقم 103         |        | طوابع متجاورة «150 سنة لتأسيس المرصد الفلكي [الأوكرانية] في جامعة تاراس شفتشينكو الوطنية في كييف» مع ثلاثة طوابع | 20000 30000 50000 كاربوفانيتس. | 13 يناير 1996 م     | 1000000      | سيرجي بيلياييف                 |
| رقم 104                         |        | ذكرى مرور 125 عاما على ميلاد أغافانغل يوخيموڤيتش كرمسكي (1871—1942) | 20000 كاربوفانيتس.             | 15 يناير 1996 م     | 500000       | أوليكسي شتانكو                 |
| رقم 105                         |        | ذكرى مرور 100 عاما على ولادة ألكسندر بتروفيتش دوفجنكو (1894—1956) مع كوبونات | 4000 كاربوفانيتس.              | 23 مارس 1996 م      | 1000000      | إيفاخنينكو                     |
| رقم 106                         |        | إيفان كوزلوفسكي [الإنجليزية] — مغني أوكراني وروسي مشهور - تينور غنائي (1900—1993) | 20000 كاربوفانيتس.             | 23 مارس 1996 م      | 500000       | أوليكسي شتانكو                 |
| رقم 107                         |        | ذكرى مرور 100 عاما على تأسيس حديقة حيوان خاركيف [الأوكرانية] | 20000 كاربوفانيتس.             | 23 مارس 1996 م      | 1000000      | ف. ليسنياك                     |
| رقم 108                         |        | ذكرى مرور عشرة أعوام على كارثة تشيرنوبل | 20000 كاربوفانيتس.             | 26 أبريل 1996 م     | 1000000      | أوليكسي شتانكو                 |
| رقم 109                         |        | «سيميرينكو [الأوكرانية] — عائلة من صناع السكر، والمصممين وأصحاب مصانع بناء الآلات، ورواد الملاحة البخارية على نهر الدنيبر، والعلماء وممارسي البستنة، ورعاة الثقافة الأوكرانية                                                                                   | 20000 كاربوفانيتس.             | 25 مايو 1996 م      | 500000       | أ. د. مالاكوفا                 |
| رقم 110                         |        | من مشاهير الأدب الأوكراني: فاسيل سيمينوفيتش ستيفانيك | 20000 كاربوفانيتس.             | 29 يونيو 1996 م     | 500000       | أوليكسي شتانكو                 |
| رقم 111                         |        | الذكرى السنوية المائة والخمسون لميلاد العالم والرحالة والشخصية العامة البارزة نيكولاس ميكلوهو ماكلاي (1846—1888) | 40000 كاربوفانيتس.             | 17 يوليو 1996 م     | 500000       | أوليكسي شتانكو                 |
| رقم 113                         |        | دورة الألعاب الأولمبية الصيفية السادسة والعشرون في أتلانتا (19 يوليو - 4 أغسطس 1996). تظهر في الطابع صورة عن المصارعة اليونانية الرومانية | 20000 كاربوفانيتس.             | 19 يوليو 1996 م     | 500000       | س. ب. مينينكو                  |
| رقم 114                         |        | دورة الألعاب الأولمبية الصيفية السادسة والعشرون في أتلانتا (19 يوليو - 4 أغسطس 1996). تظهر في الطابع صورة عن كرة اليد | 40000 كاربوفانيتس.             | 19 يوليو 1996 م     | 500000       | س. ب. مينينكو                  |
| رقم 115                         |        | مجموعة ورقة طوابع بمناسبة «دورة الألعاب الأولمبية الصيفية السادسة والعشرون في أتلانتا (19 يوليو - 4 أغسطس 1996)» | 100000 كاربوفانيتس.            | 19 يوليو 1996 م     | 300000       | ف. ليسنياك                     |
| رقم 112                         |        | ذكرى 100 عام على انطلاق الألعاب الأولمبية الحديثة | 40000 كاربوفانيتس.             | 29 يوليو 1996 م     | 300000       | ف. ليسنياك                     |
| رقم 116                         |        | يوم الاستقلال. الذكرى الخامسة لاستقلال أوكرانيا | 20000 كاربوفانيتس.             | 24 أغسطس 1996 م     | 300000       | ر. ب. تسيسين                   |
| رقم 117                         |        | طابع تذكاري يحتفي بأول مركبة فضائية أوكرانية سيتش-1 [الإنجليزية] | 20000 كاربوفانيتس.             | 31 أغسطس 1996 م     | 300000       | هينادي تروخيموفيتش زادنيبرياني |
| رقم 118 رقم 119                 |        | طابعان متجاوران حول «صناعة القاطرات في أوكرانيا»: - أول قاطرة بخارية من سلسلة "OD" [الإنجليزية] في لوغانسك - قاطرة ديزل 2ТЕ116 [الإنجليزية] | 20000 40000 كاربوفانيتس.       | 31 أغسطس 1996 م     | 300000       | ف. فيشنياك                     |
| رقم 120 رقم 121 رقم 122 رقم 123 |        | أربع طوابع متجاورة حول «صناعة الطائرات في أوكرانيا»: - المصمم العام أوليغ أنتونوف (1906—1984) - أنتونوف أن-2 - أنتونوف أن-124 - أنتونوف أن-225 | 20000 40000 كاربوفانيتس.       | 14 سبتمبر 1996 م    | 200000       | هينادي تروخيموفيتش زادنيبرياني |
| رقم 124                         |        | الذكرى السنوية الخامسة والعشرون بعد المائة لميلاد الرياضي الأوكراني المتميز، "بطل الأبطال" في المصارعة الكلاسيكية بين المحترفين إيفان ماكسيموفيتش بودوبني (1871—1949)                                                                                           | 0,40 هريفنا                    | 16 نوفمبر 1996 م    | 300000       | أوليكسي شتانكو                 |
| رقم 125                         |        | أول بعثة أوكرانية إلى القارة القطبية الجنوبية: المحطة «أكاديمية فيرنادسكي» | 0,20 هريفنا                    | 23 نوفمبر 1996 م    | 300000       | فاسيل إيفانوفيتش دفورنيك       |
| رقم 126 رقم 127                 |        | مجموعة "عالم النباتات في أوكرانيا". "الكتاب الأحمر لأوكرانيا"، طابعان مع قسيمة: - نرجس ضيق الأوراق [الأوكرانية] (Narcissus anqustifolius) - ذنيان جبلي (Leontopodium alpinum)                                                                                   | 0,40 0,20 هريفنا               | 23 نوفمبر 1996 م    | 300000       | غ. كوزنيتسوف                   |
| رقم 128                         |        | 50 عامًا على تأسيس اليونسكو — منظمة الأمم المتحدة للتربية والعلم والثقافة | 0,20 هريفنا                    | 7 ديسمبر 1996 م     | 300000       | ر. ب. تسيسين                   |
| رقم 129                         |        | ذكرى مرور 100 عام على ولادة فيكتور ستيبانوفيتش كوسينكو [الإنجليزية] (1896—1938) | 0,20 هريفنا                    | 21 ديسمبر 1996 م    | 200000       | أ. ميكلوفدا                    |
| رقم 130 رقم 131 رقم 132 رقم 133 |        | طوابع متجاورة عن "المعالم المعمارية في أوكرانيا". "المعابد" مع قسائم: - كاتدرائية القديسة صوفيا في كييف - كنيسة القديسة إيلينسكايا [الأوكرانية] في سوبوتيف [الإنجليزية] - كنيسة القديس جورج [الإنجليزية] في دروغوبيتش - كاتدرائية الثالوث في سامار [الإنجليزية] | 0,20 هريفنا                    | 25 ديسمبر 1996 م    | 200000       | لوغفين                         |
| رقم 134                         |        | ذكرى مرور خمسين عامًا على تأسيس اليونيسف - صندوق الأمم المتحدة للطفولة | 0,20 هريفنا                    | 31 ديسمبر 1996 م    | 330000       | ر. ب. تسيسين                   |
| رقم 135                         |        | الذكرى السنوية الأربعمائة لميلاد أسقف كييف وغاليسيا [الإنجليزية] بيترو موغيلا [الإنجليزية] (1596—1647) | 0,20 هريفنا                    | 31 ديسمبر 1996 م    | 200000       | أوليكسي شتانكو                 |

## وصلات خارجية
- Каталог продукції Укрпошти نسخة محفوظة 12 مايو 2015 على موقع واي باك مشين. (بالأوكرانية)
- Поштовий міні-маркет
- Nestor Publishers | Ukraine : 1996 نسخة محفوظة 30 يونيو 2015 at Archive.is (بالإنجليزية)